# Campionato turco di calcio a 5
Il campionato turco di calcio a 5 è la massima competizione turca di calcio a 5 organizzata dalla Federazione calcistica della Turchia.

## Storia
Il campionato turco, la cui massima serie è la "Süper Lig", viene disputato dalla stagione 2008-09. La formula attuale del torneo prevede una prima fase a girone unico, con incontri di andata e ritorno, seguita da una fase a play-off a eliminazione diretta per determinare la squadra vincitrice.

## Albo d'oro
- 2008-2009:  Gazi Üniversitesi (1)
- 2009-2010:  İstanbul Üniversitesi (1)
- 2010-2011:  İstanbul Üniversitesi (2)
- 2011-2012: titolo non assegnato
- 2012-2013:  Fırat Üniversitesi (1)
- 2013-2014:  İstanbul Üniversitesi (3)
- 2014-2015:  İstanbul Üniversitesi (4)
- 2015-2016:  İstanbul Üniversitesi (5)
- 2016-2017:  Arnavutköy (1)
- 2017-2018:  Osmanlıspor (1)

- 2018-2019:  Gazi Üniversitesi (2)
- 2019-2020: titolo non assegnato
- 2020-2021: titolo non assegnato
- 2021-2022:  Şişli (1)
- 2022-2023:  Şişli (2)
- 2023-2024:  Şişli (3)